# فهرست استانداران قزوین
این فهرست اسامی استانداران استان قزوین، (از سال تشکیل استان در سال ۱۳۷۶ تاکنون) می‌باشد.

## فهرست
| ۱  | سید علی نکویی زهرایی | ۱۶ شهریور ۱۳۷۶ | ۲۸ شهریور ۱۳۸۰ | ۴۸ ماه | سید محمد خاتمی                       |
| ۲  | مسعود امامی          | ۲۸ شهریور ۱۳۸۰ | ۹خرداد ۱۳۸۳    | ۳۴ ماه | سید محمد خاتمی                       |
| ۳  | فریبرز محمودیان      | ۱۱ مرداد ۱۳۸۳  | ۴ آبان ۱۳۸۴    | ۱۵ ماه | سید محمد خاتمی                       |
| ۴  | احمد نصری            | ۴ آبان ۱۳۸۴    | ۲۴ شهریور ۱۳۸۷ | ۳۴ ماه | محمود احمدی‌نژاد                      |
| ۵  | علی اکبر طاهائی      | ۲۴ شهریور ۱۳۸۷ | ۲۴ آبان ۱۳۸۸   | ۱۴ ماه | محمود احمدی‌نژاد                      |
| ۶  | احمد عجم             | ۲۴ آبان ۱۳۸۸   | ۱۳ آذر ۱۳۹۲    | ۴۹ ماه | محمود احمدی‌نژاد                      |
| ۷  | مرتضی روزبه          | ۱۳ آذر ۱۳۹۲    | ۲۷ آبان ۱۳۹۴   | ۲۳ ماه | حسن روحانی                           |
| ۸  | فریدون همتی          | ۲۷ آبان ۱۳۹۴   | ۲۲ شهریور ۱۳۹۶ | ۲۲ ماه | حسن روحانی                           |
| ۹  | عبدالمحمد زاهدی      | ۲۲ شهریور ۱۳۹۶ | ۶ شهریور ۱۳۹۸  | ۲۴ ماه | حسن روحانی                           |
| ۱۰ | هدایت‌الله جمالی‌پور   | ۶ شهریور ۱۳۹۸  | ۱۶ آبان ۱۴۰۰   | ۲۶ ماه | حسن روحانی                           |
| ۱۱ | محمدمهدی اعلایی      | ۱۶ آبان ۱۴۰۰   | ۴ آذر ۱۴۰۳     | ۳۶ ماه | سید ابراهیم رئیسی محمد مخبر (سرپرست) |
| ۱۲ | محمد نوذری           | ۴ آذر ۱۴۰۳     | متصدی          | -      | مسعود پزشکیان                        |